# West Kingsdown
West Kingsdown is een civil parish (burgerlijke parochie) in het bestuurlijke gebied Sevenoaks, in het Engelse graafschap Kent. 
Het bekende circuit van Brands Hatch ligt net ten noorden van West Kingsdown.

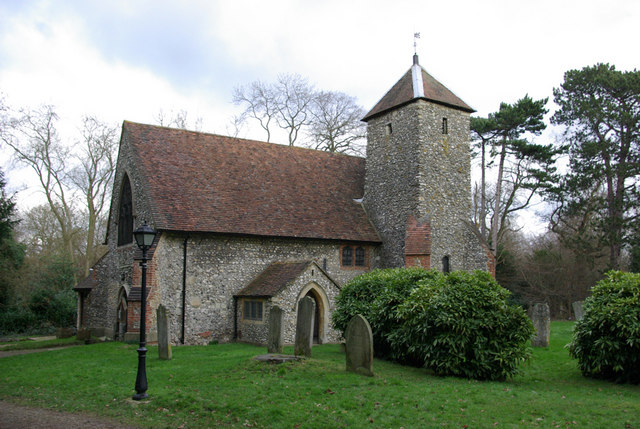
Kerk van West Kingsdown
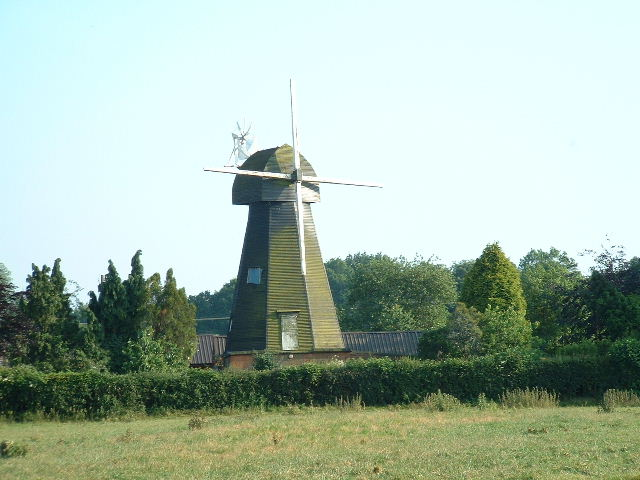
Molen van West Kingsdown